# Mallophora dallasi
Mallophora dallasi är en tvåvingeart som beskrevs av Gemignani 1931. Mallophora dallasi ingår i släktet Mallophora och familjen rovflugor. Inga underarter finns listade i Catalogue of Life.